# Старые Карамалы (Башкортостан)
Старые Карамалы (баш. Иҫке Ҡарамалы) — деревня в Аургазинском районе Республики Башкортостан Российской Федерации. Входит в состав Чуваш-Карамалинского сельсовета. 

## География

### Географическое положение
Расстояние до:
- районного центра (Толбазы): 28 км,
- центра сельсовета (Чуваш-Карамалы): 3 км,
- ближайшей ж/д станции (Белое Озеро): 10 км.

## История
В «Списке населенных мест по сведениям 1870 года», изданном в 1877 году, населённый пункт упомянут как деревня Старые Карамалы (Челотканова) 1-го стана Стерлитамакского уезда Уфимской губернии. Располагалась при речке Челоткане, по правую сторону Оренбургского почтового тракта из Стерлитамака в Уфу, в 42 верстах от уездного города Стерлитамака и в 20 верстах от становой квартиры в деревне Толбазы (Адиль-Муратова). В деревне, в 38 дворах жили 156 человек (83 мужчины и 73 женщины, тептяри), были мечеть, училище, 3 водяных мельницы. Жители занимались земледелием, скотоводством, пчеловодством, лесным промыслом.

## Население
| 2002 | 2009 | 2010 |
| ---- | ---- | ---- |
| 29   | ↗33  | ↘26  |